# Daniel Sloboda
Daniel Sloboda (20. prosinec 1809, Skalica – 10. listopad 1888, Rusava) byl evangelický duchovní, botanik, překladatel a etnograf. Jeho autorská zkratka v botanice je „Sloboda“.

## Život
Byl synem obuvníka. Po studiu teologie v Bratislavě působil od roku 1833 jako kaplan v Myjavě. 14. dubna 1837 byl povolán do Rusavy, aby zde sloužil jako evangelický farář. Tuto pozici vykonával přes 51 let až do své smrti. Po svém nastupu do úřadu nechal opravit zchátralou budovu fary, aby v ní mohl bydlet s rodinou, kterou plánoval. Sloboda se oženil v roce 1840. Jako místo pro setkání evangelických věřících sloužila v době jeho příchodu dřevěná modlitebna na místě dnešní školní zahrady. Roku 1863 se Slobodovi podařilo umožnit otevření evangelické školy v Rusavě. Peníze obce byly stavbou této školy zcela vyčerpány, a tak Sloboda cestoval do Brna, Vídně, Lipska a Drážďan, aby byla s pomocí darů a příspěvků umožněna výstavba evangelického kostela. O dva roky později začala stavba budovy tohoto kostela, která kvůli finanční tísni obce trvala 17 let. Stavba zdiva bylo dokončena roku 1872, kostelní věž byla nakonec dodělána v roce 1878. Zvon byl zavěšen teprve roku 1882. Jeho odlití financovala rodina Mozolových, která předtím kostelu také darovala křišťálový lustr.
Sloboda byl švagrem Jozefa Miloslava Hurbana. Udržoval přátelství s Jánem Kollárem und Františkem Sušilem. Jeho hrob se nachází na rusavském hřbitově. Na evangelickou faru v Rusavě byla na jeho památku umístěna pamětní deska.

## Dílo
Vedle svých duchovních povinností se Sloboda věnoval také sběru lidových písní, a to ve spolupráci s Františkem Sušilem. Význam si ale získal především díky svým botanickým pracím. Roku 1852 Sloboda vydal dílo Rostlinnictví, čili Návod k snadnému určení a pojmenování rostlin v Čechách, Moravě a jiných zemích Rakouského mocnářství domácích, které bylo první českojazyčnou knihou, která byla napsána jako pomůcka pro určování rostlin. V ní Sloboda popsal na 736 stranách více než 3000 druhů v 660 rodech. České názvy rostlin převzal z díla Jana Svatopluka Presla O přirozenosti rostlin aneb Rostlinář a doplnil je o jejich lidové názvy. V roce 1867 napsal rukopis o flóře v okolí Rusavy Květena okolí Rusavy. Toto dílo ale nikdy nebylo vydáno.